# Vliegramp bij Faro

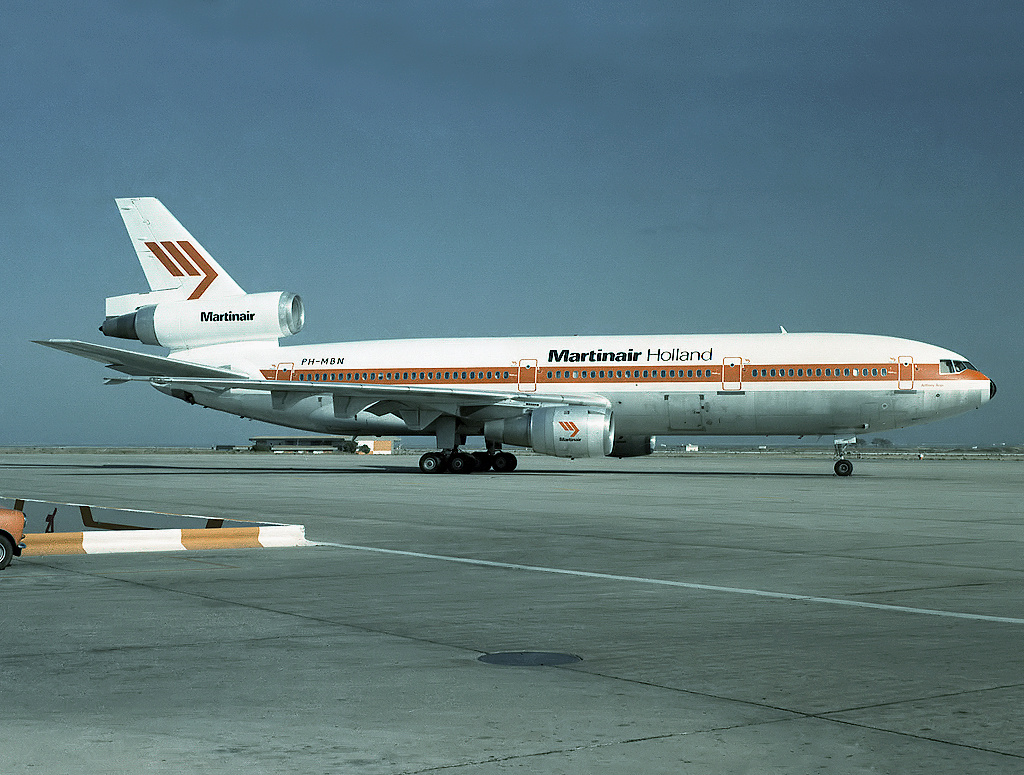
De PH-MBN in 1985

De vliegramp bij Faro was een vliegtuigongeluk dat op 21 december 1992 plaatsvond op de luchthaven van de Portugese stad Faro, waarbij een Douglas DC-10-30CF van de Nederlandse maatschappij Martinair tijdens de landing neerstortte. Aan boord van vlucht 495 waren vooral Nederlanders die de kerstdagen in de Algarve wilden doorbrengen. Van de 13 bemanningsleden en 327 passagiers vonden 54 passagiers en twee stewardessen de dood. Meer dan 100 inzittenden raakten zwaargewond.
Het toestel, gebouwd in 1975, was op het moment van het ongeval eigendom van de Koninklijke Luchtmacht, die het in afwachting van de ombouw tot een tankvliegtuig van het type KDC-10 verhuurde aan Martinair. Het droeg de naam van Anthony Ruys, oud-commissaris bij Martinair.

## Vluchtverloop

### Vertrek
Het vliegtuig was 's ochtends vroeg van Luchthaven Schiphol vertrokken met vertraging omdat de straalomkeerder van de staartmotor niet functioneerde. Dit gebrek kon niet gerepareerd worden, maar desondanks vertrok het vliegtuig rond 7.30 uur. Dit technische gebrek heeft volgens Martinair geen rol gespeeld bij het ongeval. In het Portugese onderzoeksrapport wordt evenwel vermeld dat de luchthavenbrandweer 22 seconden voor de crash een explosie waarnam, hetgeen zou kunnen duiden op een technische oorzaak.

### Crash
Na een vlucht van iets meer dan twee uur maakte het vliegtuig aanstalten om te landen in Faro. Kort daarna brak een onweersbui uit boven het vliegveld. Door deze onweersbui veranderde de wind steeds van kracht en richting. Het toestel naderde met een hoge daalsnelheid, en op relatief lage hoogte (150 meter) was de nadering nog steeds niet stabiel. In plaats van de landing af te breken en een doorstart te maken, besloot de bemanning deze door te zetten. Door op het allerlaatste moment alsnog over te schakelen naar een handmatige landing kwam het toestel waarschijnlijk ernstiger in de problemen. De voorwaartse snelheid liep hierbij terug tot onder de referentiesnelheid voor deze fase. Op het moment van het ongeval was de heersende dwarswind sterker dan de limiet voor dit type vliegtuig. Al bij het eerste contact met de landingsbaan brak het rechter landingsgestel. Hierdoor ging het vliegtuig hellen, waardoor de rechtervleugel zich in de grond boorde en afbrak. Het vliegtuig gleed al tollend om zijn lengteas van de landingsbaan, brak in tweeën en vloog korte tijd later in brand.

## Oorzaken
Er zijn verschillende meningen over de oorzaken van de vliegramp.

### Volgens het officiële onderzoek door de Portugese luchtvaartautoriteiten
Volgens de Portugese luchtvaartautoriteiten (DGAC) waren de oorzaken van de vliegramp waarschijnlijk:
- de hoge daalsnelheid in de laatste fase van de nadering;
- de landing op het rechter landingsgestel, welke de structurele beperkingen van het vliegtuig te boven ging;
- de dwarswind tijdens de eindnadering en landing, voor de landing was die sterker dan toegestaan voor een landing op een "flooded" landingsbaan;
- de combinatie van beide factoren veroorzaakte krachten die groter waren dan het vliegtuig aan kon.

De DGAC beschrijft als bijkomende factoren:
- de instabiliteit van de nadering;
- het te vroeg terugbrengen en te laag laten zijn van het vermogen, waarschijnlijk door handelen van de bemanning;
- het leveren van onjuiste windinformatie door de naderingsverkeersleiding;
- de afwezigheid van een naderingslichtsysteem;
- de onjuiste beoordeling van de toestand van de landingsbaan door de bemanning;
- het afzetten van de automatische piloot vlak voor de landing, waardoor het vliegtuig in een kritieke fase van de landing met de hand gevlogen werd;
- het talmen van de bemanning in het vergroten van het vermogen;
- het afnemen van de liftcoëfficiënt door zware regenval.

### Volgens de Nederlandse luchtvaartautoriteiten
Het Nederlandse Bureau Vooronderzoek Ongevallen en Incidenten van de Rijksluchtvaartdienst (RLD) gaf aan dat de waarschijnlijke oorzaak als volgt zou moeten luiden:
- een plotselinge en onverwachte variatie in windrichting en -snelheid (windshear) in de laatste fase van de nadering;
- vervolgens ontstond een hoge daalsnelheid en extreme zijwaartse verplaatsing, die een harde landing op het rechter landingsgestel veroorzaakte, welke in combinatie met een aanmerkelijke hoekverdraaiing de structurele beperkingen van het vliegtuig te boven ging.

Volgens de RLD waren bijkomende factoren:
- dat de bemanning van vlucht MP495 op basis van de weersverwachting en het weer het voorkomen van windshear niet verwachtte;
- de voortijdige grote verlaging en verlaagd blijven van het motorvermogen, hoogstwaarschijnlijk door handelen van de bemanning;
- het afzetten van de automatische piloot vlak voor de landing, waardoor het vliegtuig in een kritieke fase van de landing met de hand gevlogen werd.

### Onderzoek vanaf 2011 en rechtszaken
Op 14 februari 2011 berichtte onder andere het Algemeen Dagblad over een nieuw onderzoek, dat op verzoek van nabestaanden was uitgevoerd door onderzoeker Harry Horlings. Volgens Horlings was bij de ramp in Faro geen sprake van windschering (windshear) maar hadden de piloten ernstige fouten gemaakt. De data uit de zwarte doos werden volgens Horlings in het Nederlandse rapport uit 1993 onvolledig weergegeven; de laatste seconden ontbraken. In de aanbiedingsbrief bij het rapport van de Amerikaanse Luchtvaartdienst, waarin de gegevens uit de zwarte doos werden gepresenteerd, werd aangegeven dat de automatische piloot verkeerd was gebruikt. Ook werd in het rapport aanbevolen de training van piloten te verbeteren.
De Onderzoeksraad voor Veiligheid stelde geen reactie te kunnen geven, omdat de Raad het rapport van onderzoeker Horlings niet had kunnen inzien en beoordelen. Advocaat Jan Willem Koeleman, die enkele nabestaanden bijstond, kondigde aan Martinair te zullen verzoeken aansprakelijkheid te erkennen en aanvullende schadevergoeding te betalen. Op 8 december 2012 meldde Koeleman Martinair en de Nederlandse staat vóór de 21e van die maand aan te gaan klagen. Na die datum zou de zaak verjaard zijn.
De zaak tegen Martinair, dat inmiddels onderdeel van KLM was geworden, diende uiteindelijk op 13 januari 2014 in Amsterdam. Op 26 februari 2014 deed de rechtbank uitspraak. Ze had de nieuwe feiten die waren aangedragen door de slachtoffers naast zich neergelegd en oordeelde dat aanvullende schadevergoedingen niet nodig waren.
De zaak tegen de Staat der Nederlanden diende op 20 januari 2014 in Den Haag. Op dezelfde dag waarop de rechtbank in Amsterdam uitspraak deed, 26 februari 2014, werd door middel van een tussenvonnis ook hier uitspraak gedaan. Anders dan de rechtbank in Amsterdam, achtte de rechtbank in Den Haag verder onderzoek noodzakelijk en wenste deskundigen te horen.
Op 8 januari 2020, ruim 27 jaar na de ramp, oordeelde de rechtbank Den Haag dat de Staat "voor 20%" medeaansprakelijk was. De rechter kwam tot deze conclusie omdat de toenmalige overheidsinstantie, de Raad voor de Luchtvaart, de nabestaanden destijds onvolledig had geïnformeerd. Omdat de menselijke fouten buiten beschouwing zijn gelaten, hebben de nabestaanden een lagere schadevergoeding gekregen dan waar zij waarschijnlijk recht op hadden.

## Aandacht in de media
De vliegramp bij Faro gebeurde enkele maanden na de Bijlmerramp. Hoewel bij Faro meer dodelijke slachtoffers te betreuren waren, kreeg de ramp hierdoor relatief weinig aandacht in de media. Overlevenden en nabestaanden vonden dat er te weinig werd geluisterd naar hen en hun waarnemingen tijdens de vlucht. Zij verenigden zich in de "Anthony Ruys Stichting", genoemd naar de naam van het toestel. Deze stichting is in mei 2011 opgeheven.
Op 16 januari 2016 besteedde het programma EenVandaag aandacht aan de ramp. In de uitzending verklaarde een voormalig technisch controller van Martinair dat hij destijds onder grote druk een formulier had getekend waarin het vervangen van een landingsgestel van het toestel voor de derde keer werd uitgesteld. Een dergelijk uitstel mocht maar tweemaal worden verleend. Advocaat Jan Willem Koeleman, die slachtoffers en nabestaanden bijstond, ontdekte dat een archief van de Raad voor de Luchtvaart geheim moet blijven tot januari 2073. CDA-Kamerlid Pieter Omtzigt noemde dit "zeer ongepast" en kondigde aan de regering om opheldering te zullen vragen.